# Філ Спенсер
Філ Спенсер (англ. Phil Spencer) — американський бізнесмен та генеральний директор Xbox Game Studios. Наразі очолює бренд Xbox і всі глобальні творчі та інженерні команди Microsoft залучені у розробці відеоігор.

## Кар’єра
Спенсер приєднався до корпорації Microsoft у 1988 році як стажер та згодом працював на низці технічних посад, очолював розробку перших тайтлів компанії на компакт-дисках (таких як Encarta), керував розробкою Microsoft Money та був генеральним менеджером онлайн і офлайн продукції Microsoft, включаючи Microsoft Works і Microsoft Picture It!. Під час його ранньої кар'єри в Microsoft інші співробітники знали його як завзятого геймера, що часом грав в онлайн-ігри, зокрема Ultima Online, прямо в офісі.
Після запуску Xbox у 2001 році Спенсер приєднався до команди цього бренду і в ролі генерального менеджера підрозділу Microsoft Game Studios EMEA, працював з європейськими студіями Microsoft, зокрема Lionhead Studios і Rare. У 2008 році його підвищили до генерального менеджера Microsoft Studios, а ще через рік до корпоративного віце-президента студії. Спенсер представляє Microsoft на всіх ігрових конференціях починаючи з 2010 року.
Наприкінці березня 2014 року Сатья Наделла оголосив у корпоративному листі, що Спенсер «очолив команди Xbox, Xbox Live, Groove Music та Movies & TV, а також Microsoft Studios» у рамках об'єднання їх в спільний підрозділ «Windows and Devices».
У вересні 2017 року Спенсера підвищили до посади виконавчого віце-президента з розробки відеоігор, що дозволило йому увійти до команди вищого керівництва компанії, яке підпорядковується безпосередньо генеральному директору Сатьї Наделлі.
У 2018 році Спенсер виступив із програмною промовою на DICE Summit і представляючи Microsoft, сумісно з представниками Sony і Nintendo, Шоном Лейденом та Реджі Філс-Еме відповідно, виступив на Game Awards 2018.
У січні 2022 року, разом з оголошенням про плани Microsoft на придбання Activision Blizzard, Спенсер отримав посаду генерального директора підрозділу Microsoft Gaming.
Очоливши як Xbox, так і весь ігровий підрозділ Microsoft, Спенсер у своїй роботі зробив акцент на кросплатформній підтримці ігор, а також запустив ключові ініціативи, зокрема відновлення зворотної сумісності на консолях Xbox. Також під керуванням Спенсера відбулося придбання компаній Mojang і Bethesda, подальший розвиток і підтримка Minecraft, запровадження сервісу Xbox Game Pass, запуск Xbox Adaptive Controller, посилення уваги до ігрового ПК-ринку, портування багатьох ліцензованих Microsoft тайтлів, на платформи конкурентних компаній, включаючи Nintendo Switch, запуск xCloud, 10-річна угода з Nvidia щодо злиття бібліотек Xbox Game Pass та GeForce Now і загальне збільшення кількості власних студій розробки.
Спенсер отримав нагороду за «Життєві Досягнення» на 25-й щорічній премії D.I.C.E. 24 лютого 2022 року та почесну нагороду на New York Game Awards 17 січня 2023 року.

## Приватне життя
Спенсер живе в Сіетлі з дружиною та двома доньками і є членом правління First Tee of Greater Seattle та Entertainment Software Association.